# Loretz-d’Argenton
Loretz-d’Argenton község Franciaország Új-Aquitania régiójában, Deux-Sèvres megyében. Új községként 2019. január 1-jén jött létre két korábbi község: Argenton-l’Église és Bouillé-Loretz egyesítésével. Lakosainak száma 2590 fő (2022. január 1.).

## Népesség
| Lakosok száma | 2655 | 2637 | 2620 | 2609 | 2599 | 2590 |
|               | 2017 | 2018 | 2019 | 2020 | 2021 | 2022 |